# Escuela Secundaria Hibiya
Escuela Secundaria Hibiya de la zona metropolitana de Tokio (東京都立日比谷高等学校 Tōkyō Toritsu Hibiya Kōtōgakkō?) es un instituto japonés fundado en 1878 bajo el nombre Primera escuela de enseñanza media de Tokio or Primera Escuela Secundaria de Tokio (東京府立第一中学校 Tōkyō Furitsu Daiichi Chūgakkō?) Adquirió reconocimiento en la década de 1950 y los 1960, por la extensa proporción de graduados en dicha institución que lograban obtener la admisión para la prestigiosa Universidad de Tokio
Aunque sufrió un decrecimiento en cuanto a su popularidad en los años 70, logró un recuperamiento cuando en 2005 fue referido como el "Mejor instituto publico en Japón".

## Historia
La primera escuela Media de Tokio fue establecida el 26 de septiembre de 1878, en el Hongō-ku de Tokio, para luego ser trasladada a Kanda-ku, y luego cambió varias veces más, en las dos décadas que sucedieron a su fundación. Su establecimiento fue el resultado de las reformas del modelo educativo durante la restauración Meiji, con el objetivo de alcanzar a los sistemas de Europa Occidental y el estadounidense.
La era del gobierno Meiji, y las autoridades de la Universidad Imperial de Tokio solicitaron el engrosamiento, como parte de la ruta a la universidad, aunque la primera escuela media de Tokio en un principio no opuso resistencia en el hecho del traslado al colegio.
La escuela comenzó a tratar de atraer estudiantes, tanto japoneses como provenientes de ultramar. En 1904, a cincuenta estudiantes les fueron aportadas becas por la Dinastía Joseon para estudios en el extranjero; de ese total, 44 ingresaron a la Escuela Media de Tokio. Aunque todos ellos fueron expulsados en 1905 debido a una protesta organizada en Japón tras firmar el tratado de Eulsa (llamado también Tratado de Japón-Corea en el año 1905), el cual le aportó legitimidad al Imperio coreano como protectorado del Imperio de Japón. A pesar de todo, a los 44 estudiantes se les permitió reingresar al año siguiente, en 1906.
En el año 1918, tras solo cuatro décadas desde su fundación, la primera escuela media de Tokio ya se había transformado en el primer paso de un "curso escalador", por el cual se esperaba que los estudiantes prosiguieran un camino hasta la Universidad Imperial de Tokio. Tras la Segunda Guerra Mundial, la primera escuela media de Tokio atravesó una serie de cambios: hubo un cambio oficial de nombre a "Instituto Hibiya", cambio que se produjo el 26 de enero de 1950 y junto a ello, comenzó a admitirse estudiantes de sexo femenino, en abril de ese mismo año. Su primera clase coeducacional estaba compuesta de trescientos estudiantes de sexo masculino y cien de sexo femenino. 

Aunque el registro de la Primera escuela media de Tokio, para poder ingresar estudiantes en secundarias y universidades durante el periodo de pre-guerra, era inferior que otras escuelas medias de élite (especialmente la cuarta escuela media de Tokio). Entre 1953 y 1967, el instituto secundario Hibiya constantemente se posicionaba como el líder en cantidad de estudiantes graduados que lograban ingresar a la prestigiosa universidad de Tokio y, debido a su excelente reputación, llegó a tener estudiantes de lugares tan lejanos como Kyūshū. En común con el resto del sistema público de Tokio, su prestigio declinó a principios de la década de 1970s. Hasta el año 1976, al menos 20 graduados de esta institución eran admitidos en la universidad de Tokio anualmente, muy por debajo de los 1964, logrados en 1964; de acuerdo a una fuente, la escuela "Había dejado de ser el centro de atención". En 1993, un único estudiante de la escuela secundaria Hibiya logró ser admitido en la universidad de Tokio. Sin embargo, bajo el liderazgo del nuevo director Nagasawa, en el cargo desde 2001, la escuela atravesó un "renacimiento". En 2006, doce estudiantes obtuvieron la admisión a la universidad de Tokio, y dos años más tarde, en 2008, la cantidad ascendió a 28 por año.

## Profesores y alumnado notables
Alumni
- Kōda Rohan
- Kōyō Ozaki
- Natsume Sōseki
- Junichiro Tanizaki
- Isamu Yoshii
- Yuzuru Hiraga
- Hisayoshi Takeda
- Shōji Hamada
- Hideo Kobayashi
- Nobuyuki Abe
- Shunroku Hata
- Takeichi Nishi
- Junichi Sasai
- Masao Maruyama
- Susumu Tonegawa
- Kunio Maekawa
- Toyō Itō
- Koichirō Matsuura